# Pedro de Salazar Gutiérrez de Toledo
Pedro de Salazar Gutiérrez de Toledo (Malaga, 11 aprile 1630 – Cordova, 14 agosto 1706) è stato un cardinale e vescovo cattolico spagnolo.

## Biografia
Di umile famiglia, figlio di Nicolás de Salazar e Manuela Gutiérrez de Toledo, entrò nell'Ordine di Santa Maria della Mercede e divenne lettore di teologia e filosofia del suo ordine. In successione divenne segretario del generale dell'ordine, predicatore reale e quindi inquisitore.
Fu nominato vescovo di Salamanca il 2 giugno 1681 e consacrato nel settembre successivo.
Fu creato cardinale nel concistoro del 2 settembre 1686 da papa Innocenzo XI e pochi giorni dopo, il 16 settembre, fu trasferito alla diocesi di Cordova. Non partecipò al conclave del 1689, che elesse papa Alessandro VIII. Il 14 novembre 1689 ricevette la berretta cardinalizia e il titolo di Santa Croce in Gerusalemme. Fu nominato ambasciatore di Spagna presso la Santa Sede, ma non riuscì mai a prendere effettivamente tale posto, perché il duca di Medinaceli, suo predecessore, preferì conservare per sé tale funzione.
Partecipò al conclave del 1691 che elesse papa Innocenzo XII; non partecipò al conclave del 1700 che elesse papa Clemente XI.

## Genealogia episcopale e successione apostolica
La genealogia episcopale è:
- Cardinale Guillaume d'Estouteville, O.S.B.Clun.
- Papa Sisto IV
- Papa Giulio II
- Cardinale Raffaele Sansone Riario
- Papa Leone X
- Papa Paolo III
- Cardinale Francesco Pisani
- Cardinale Alfonso Gesualdo di Conza
- Papa Clemente VIII
- Cardinale Pietro Aldobrandini
- Cardinale Laudivio Zacchia
- Papa Innocenzo X
- Cardinale Francesco Peretti di Montalto
- Cardinale Federico Borromeo
- Vescovo Juan Asensio Barrios, O. de M.
- Cardinale Pedro de Salazar Gutiérrez de Toledo, O. de M.

La successione apostolica è:
- Vescovo Bartolomeo Riberi, O. de M. (1691)
- Cardinale Luis Antonio Belluga y Moncada, C.O. (1705)